# Antonio Maria Lorgna
Le chevalier Antonio Maria Lorgna, né à Cerea le 18 octobre 1735 et mort à Vérone le 4 avril 1796, est un mathématicien italien.

## Biographie
Né à Cerea, le 18 octobre 1735, d’une famille noble, Antonio Maria Lorgna peut, dit Lalande, être regardé comme un des bienfaiteurs de l’astronomie. Il s’appliqua jeune à l’étude des sciences exactes, et y fit des progrès remarquables ; il entra dans le corps du génie, dont il devint colonel, et obtint ensuite la chaire de mathématiques de l’école militaire de Vérone, qu’il remplit de la manière la plus distinguée. Avec le secours de quelques amis, il fonda la société italienne pour l’encouragement des sciences, dont il fut le premier élu président, et légua par son testament 800 livres de rente pour soutenir cet utile établissement. Il remporta, en 1784, à l’Académie des sciences de Paris, un prix sur la nature du salpêtre. Le chevalier Lorgna mourut à Vérone le 4 avril 1796, laissant la réputation d’un des meilleurs géomètres de l’Italie.

## Œuvres
On a de lui un grand nombre d’ouvrages, parmi lesquels on citera :
- Della graduazione de termometri a mercurio et della rettificazione de’ barometri semplici, Vérone, 1765, in-4° ;
- Opuscula mathematica et physica, ibid., 1770 , in-4°. On y trouve, entre autres mémoires : De locis planetarum in orbitis ellipticis ; et De thermometri usu in definiendis productionibus et contractionibus pendulorum ;
- De casu irreductibili tertii gradus, et seriebus infinitis excrcitatio analitica, ibid., 1771, in-4° ;
- Specimen de seriebus convergentibus, 1775, in-fol. ;
- Analyse des eaux martiales de Recoaro (dans le Vicentin), Vicence, 1780, in-12 de 112 pages ;
- Saggi di statica e meccanica applicata alle arti, Vérone, 1782,in-8° ;
- Principi di geografia astronomico-geometrica, ibid., 1789, in-8° ;
- un mémoire en italien, couronné en 1770 par l’Académie de Mantoue, sur les moyens de rendre l’air de cette ville plus salubre ; plusieurs dissertations dans le recueil de la société italienne, entre autres : sur l’origine du nitre et de l’alcali marin, t. 3, p. 39 ; — sur la manière d’adoucir l’eau de la mer, ibid., p. 375, t. 5, p. 8 ; au moyen de trois ou quatre congélations artificielles, il parvint à rendre l’eau de la mer potable, et n’en but pas d’autre lui-même pendant plusieurs jours ; — sur la projection des cartes marines, t. 5[2] ; — sur les variations finies dans la trigonométrie, t. 7. On a publié un recueil d’opuscules physiques et mathématiques de Lorgna, en italien et en latin, imprimés depuis 1765 jusqu’en 1770, in-4°, fig.